# Фынсянь (Баоцзи)
Фэнся́нь (кит. упр. 凤县, пиньинь Fèng xiàn) — уезд городского округа Баоцзи провинции Шэньси (КНР).

## История
После основания империи Хань в 206 году до н. э. был создан уезд Гудао (故道县), подчинённый округу Гуанхань (广汉郡). В 111 году до н. э. западная часть округа Гуанхань была выделена в отдельный округ Уцзюнь (武郡), власти которого разместились в Гудао; округу подчинялось 9 уездов. Во времена диктатуры Ван Мана уезд Гудао был переименован в Шаньчжи (善治县), но после основания империи Восточная Хань ему было возвращено прежнее название. В 63 году была создана пограничная застава Лянцюань (梁泉戍).
В эпоху Троецарствия властями царства Вэй была расформирована пограничная застава и создан уезд Лянцюань (梁泉县). Затем в 229 году эти места завоевал Чжугэ Лян из царства Шу, и здесь прошла граница между Шу и Вэй. После того, как эти места вернулись под власть Вэй, уезд Лянцюань был присоединён к уезду Гудао. В 296 году эти места завоевали племена ди, и основали здесь своё государство.
При империи Северная Вэй племена ди были усмирены, и в 474 году был создан округ Гудао (固道郡), власти которого разместились в административном центре уезда Гудао. В 477 году был вновь создан уезд Лянцюань. В 526 году округ Гудао был подчинён области Наньци (南岐州).
При империи Западная Вэй в 554 году область Наньци была переименована в Фэнчжоу (凤州), а округ Гудао — в Гуйчжэнь (归真郡), и при этом из него был выделен округ Ляндан (两当郡).
При империи Северная Чжоу в 565 году в составе области Фэнчжоу были расформированы округа Гуйчжэнь и Уян (武阳郡), а уезды Лунъань (龙安县) и Шанлэ (商乐县) были присоединены к уезду Лянцюань, перешедшему в состав округа Ляндан.
При империи Суй в 583 году были расформированы все остальные округа в составе области Фэнчжоу, и все входящие в неё уезды (включая Лянцюань) стали подчиняться напрямую областным властям. В 607 году область Фэнчжоу была расформирована, и уезд Лянцюань стал подчиняться округу Хэчи (河池郡).
При империи Тан в 618 году округ Хэчи был переименован в область Фэнчжоу. В 762 году к уезду Лянцюань был присоединён уезд Хуанхуа (黄花县).
При империи Сун в период войн с чжурчжэнями в этих местах были созданы структуры военных округов. В 1269 году уезд Лянцюань был расформирован, а его земли перешли под непосредственное управление властей области Фэнчжоу.
После образования империи Мин область Фэнчжоу была в 1374 году понижена в статусе до уезда — так появился уезд Фэнсянь.
Во время гражданской войны эти места были заняты войсками коммунистов в июле 1949 года. В 1950 году был создан Специальный район Баоцзи (宝鸡专区), и уезд вошёл в его состав. В 1956 году Специальный район Баоцзи был расформирован, и уезд перешёл в прямое подчинение властям провинции Шэньси. В сентябре 1961 года Специальный район Баоцзи был создан вновь, и уезд вошёл в его состав. В 1969 году Специальный район Баоцзи был переименован в Округ Баоцзи (宝鸡地区). В 1971 году округ Баоцзи был опять расформирован, и уезд перешёл в подчинение властям города Баоцзи. В 1979 году округ Баоцзи был создан вновь, и уезд перешёл в подчинение властям округа.
В 1980 году были расформированы округ Баоцзи и город Баоцзи, и создан Городской округ Баоцзи; уезд вошёл в состав городского округа.

## Административное деление
Уезд делится на 9 посёлков.